# George Graham Vest
George Graham Vest (6 de diciembre de 1830-9 de agosto de 1904) fue un abogado y político estadounidense. Nacido en Frankfort, Kentucky, fue reconocido por sus habilidades en oratoria y debate. Fue congresista en Misuri, congresista confederado durante la Guerra Civil y finalmente senador de los Estados Unidos de América. Es reconocido por su alegato final en el juicio del perro Old Drum (viejo tambor) en 1870.

## Inicios y carrera
Vest se graduó del Centre College, Danville, Kentucky, en 1848 y del departamento de leyes de la Transylvania University, Lexington, Kentucky, en 1853. Fue admitido en la barra de abogados en 1853 y se mudó a Pettis County y comenzó su práctica profesional en Georgetown, Misuri. En 1854 se casó con Sallie Sneed de Danville, Kentucky. Tuvieron tres hijos, dos varones y una mujer.

## Inicios en el servicio público
En 1856, se mudó a Boonville, Misuri y en 1860 fue elegido para la Casa de Representantes de Misuri. También en 1860 trabajó en el Colegio Electoral de los Estados Unidos. Como representante por Misuri fue presidente del Comité Federal de Relaciones. Vest trabajó en la Casa Blanca hasta el año 1861, época en la que escribió "The Vest Resolutions", documento en el que denunció coerción de parte del Sur.
Cuando inició la Guerra Civil, decidió prestar sus servicios para la Confederación.  Brevemente sirvió como Fiscal y Juez para las fuerzas confederadas en Misuri en 1862.  Sirvió para la casa de Representantes del Congreso Confederado de febrero de 1862 a enero de 1865, cuando renunció, para ocupar un escaño en el Senado Confederado.

## Old Drum
Después de la guerra civil, volvió al condado de Pettis County mudándose a Sedalia, Misuri y volvió al litigio.  Fue en esa época, en 1869 que a Vest se le contrató para representar a Burden y a Old Drum en el caso de que lo llevaría a la fama.
Vest tomó el caso el 23 de septiembre de 1870 en el cual representó a un cliente cuyo perro de caza, un sabueso (llamado Old Drum (viejo [y querido] tambor) por su sonoro ladrido, fue matado por un vecino granjero. Este, cansado de ver sus ovejas liquidadas por los lobos y perros salvajes, había anunciado sus intenciones de matar a cualquier perro que encontrara en su propiedad. El dueño del perro solicitó una indemnización por la cantidad de 50 dólares, el máximo permitido por la ley. 
Durante el juicio, Vest declaró que "ganaría el juicio o se disculparía personalmente con cada perro de Misuri."
El alegato final de Vest ante el jurado no se refirió a ninguno de los testimonios ofrecidos durante el juicio y, en lugar de ello, pronunció un discurso que ha dado en denominarse "Tributo al perro". Este panegírico es uno de los pasajes más entrañables en la historia de los juicios de los Estados Unidos (sólo se conserva un extracto del original):

"Caballeros del jurado: 

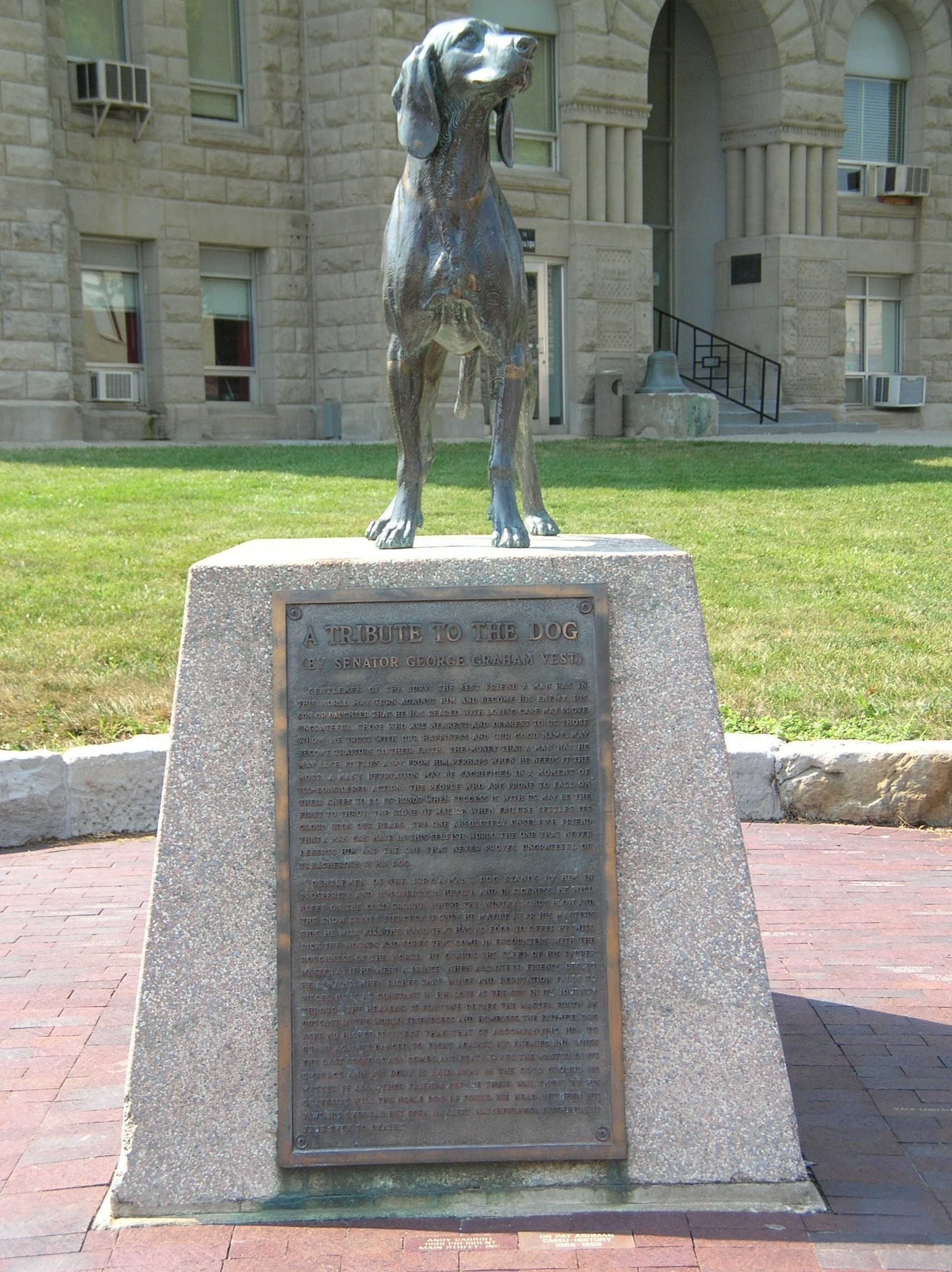
Estatua frente a la Corte del Condado de Johnson en Warrensburg, Misuri.

El mejor amigo que un hombre pueda tener, podrá volverse en su contra y convertirse en su enemigo. Su propio hijo o hija, a quienes crio con amor y atenciones infinitas, pueden demostrarle ingratitud. Aquellos que están más cerca de nuestro corazón, aquellos a quienes confiamos nuestra felicidad y buen nombre, pueden convertirse en traidores.
El dinero que un hombre pueda tener también podrá perderlo, se volará en el momento que más lo necesite.
La reputación de un hombre quedará sacrificada por un momento de locura o debilidad.
Las personas están dispuestas a caer de rodillas para honrar nuestros éxitos, serán los que arrojen la primera piedra, cuando el fracaso coloque nubes sobre nuestro porvenir.
El único, absoluto y mejor amigo que tiene el hombre en este mundo egoísta, el único que no lo va a traicionar o negar, es su PERRO.
Caballeros del jurado, el perro de un hombre está a su lado en la prosperidad y en la pobreza, en la salud y en la enfermedad. Dormirá en el frío piso donde sopla el viento y cae la nieve, sólo para estar junto a su amo.
Besará la mano que no tenga comida para ofrecerle, lamerá las heridas y amarguras que produce el enfrentamiento con el áspero mundo.
Si la desgracia deja a su amo sin hogar y amigos, el confiado perro sólo pide el privilegio de acompañar a su amo para defenderle contra todos sus enemigos.

Y cuando llega el último acto y la muerte hace su aparición y el cuerpo es enterrado en la fría tierra, no importa que todos los amigos hayan partido. Allí, junto a la tumba, se quedará el noble animal, su cabeza entre sus patas, los ojos tristes pero abiertos y alertas, noble y sincero, más allá de la muerte".

Un profundo silencio llenó la sala de audiencias cuando el Dr. Vest terminó. Los hombres del jurado quedaron vivamente emocionados, mientras que algunos integrantes del público prorrumpían en sollozos.
El jurado decidió en forma unánime castigar a Leónidas Hornsby con una multa de 450 dólares (400 dólares más de lo que marcaba el límite legal) y la frase "El perro es el mejor amigo del hombre" se hizo popular para siempre.
Vest ganó el caso y también ganó la apelación ante la Suprema Corte de Misuri. Una estatua del perro se encuentra enfrente de la Corte de Warrensburg, Misuri.